# Jerzy Nitecki
Jerzy Nitecki (ur. 11 stycznia 1923 w Ozorkowie, zm. 15 sierpnia 2011 w Łodzi) – polski kierownik produkcji filmowej.
Członek Stowarzyszenia Filmowców Polskich. Pochowany został na cmentarzu katolickim na Dołach w Łodzi.

## Filmografia
- 1953: „Żołnierz zwycięstwa” – kierownictwo zdjęć,
- 1954: „Niedaleko Warszawy” – kierownictwo produkcji,
- 1955: „Godziny nadziei” – kierownictwo produkcji II,
- 1956: „Zimowy zmierzch” – kierownictwo produkcji,
- 1956: „Warszawska syrena” – kierownictwo produkcji II,
- 1958: „Miasteczko” – kierownictwo produkcji, obsada aktorska (ksiądz; nie występuje w napisach),
- 1959: „Lunatycy” – kierownictwo produkcji,
- 1960: „Decyzja” – kierownictwo produkcji,
- 1961: „Bitwa o kozi dwór” – kierownictwo produkcji,
- 1962: „Dziewczyna z dobrego domu” – kierownictwo produkcji,
- 1963: „Mam tu swój dom” – kierownictwo produkcji,
- 1964: „Wilczy bilet” – kierownictwo produkcji,
- 1966–1969: „Czterej pancerni i pies” – kierownictwo produkcji, odcinki: Załoga (1), Radość i gorycz (2), Gdzie my – tam granica (3), psi pazur (4), „Rudy”, miód i krzyże (5), Most (6), Rozstajne drogi (7), Brzeg morza (8), Zamiana (9) Kwadrans po nieparzystej (10), Wojenny siew (11), Fort Olgierd (12), Zakład o śmierć (13), Czerwona seria (14), Wysoka fala (15), Daleki patrol (16),
- 1967: „Ręce do góry” – kierownictwo produkcji,
- 1967: „Jowita” – kierownictwo produkcji,
- 1970: „Zapalniczka” – kierownictwo produkcji,
- 1970: „Raj na ziemi” – kierownictwo produkcji,
- 1971: „Przez dziewięć mostów” – kierownictwo produkcji,
- 1971: „Niedziela Barabasza” – kierownictwo produkcji,
- 1971: „Egzamin” – kierownictwo produkcji,
- 1971: „Bolesław Śmiały” – kierownictwo produkcji,
- 1972: „Dziewczyny do wzięcia” – kierownictwo produkcji,
- 1972: „Ballada o ścinaniu drzewa” – kierownictwo produkcji,
- 1973: „Hubal” – kierownictwo produkcji,
- 1974: „Zaczarowane podwórko” – kierownictwo produkcji,
- 1974: „Koniec babiego lata” – kierownictwo produkcji,
- 1974: „Głowy pełne gwiazd” kierownictwo produkcji,
- 1976: „Zielone – minione...” – kierownictwo produkcji,
- 1976: „Dagny” – kierownictwo produkcji,
- 1977: „Palace Hotel” – kierownictwo produkcji,
- 1979: „Buddenbrooks” – kierownictwo produkcji (w Polsce),
- 1980: „Rycerz” – kierownictwo produkcji,
- 1981: „Wierne blizny” – kierownictwo produkcji,
- 1986: „Czas nadziei” – kierownictwo produkcji[1].

## Wyróżnienia
- Nagroda Miasta Łodzi (1968) – dla zespołu w składzie: Jerzy Nitecki, Władysław Orłowski, Roman Sykała, Tadeusz Szewera i Marek Wawrzkiewicz (zespół odpowiedzialny za opracowanie i zrealizowanie widowiska „Idąc tysiącleciem”, widowiska plenerowego „Ballada partyzancka” oraz widowiska „Dni, które wstrząsnęły światem”) – nagroda w dziedzinie upowszechnienia kultury[3][4],
- Krzyż Kawalerski Orderu Odrodzenia Polski,
- Złotym Krzyż Zasługi[5].